# Departamento Veinticinco de Mayo (Río Negro)
Das Departamento Veinticinco de Mayo liegt im Süden der Provinz Río Negro im Süden Argentiniens und ist eine von 13 Verwaltungseinheiten der Provinz. 
Es grenzt im Norden an das Departamento El Cuy, im Osten an das Departamento Nueve de Julio, im Süden an die Provinz Chubut und im Westen an das Departamento Ñorquincó. 
Die Hauptstadt des Departamento Veinticinco de Mayo ist Maquinchao.

## Bevölkerung

### Übersicht
Das Ergebnis der Volkszählung 2022 ist noch nicht bekannt. Bei der Volkszählung 2010 war das Geschlechterverhältnis mit 8.060 männlichen und 7.683 weiblichen Einwohnern recht ausgeglichen mit einem Männerüberhang.
Nach Altersgruppen verteilte sich die Einwohnerschaft auf 4.461 (28,3 %) Personen im Alter von 0 bis 14 Jahren, 9.834 (62,5 %) Personen im Alter von 15 bis 64 Jahren und 1.448 (9,2 %) Personen von 65 Jahren und mehr.

### Bevölkerungsentwicklung
Das Gebiet ist sehr dünn besiedelt und die Bevölkerungszahl hat sich seit 1960 deutlich erhöht. Die Schätzungen des INDEC gehen von einer Bevölkerungszahl von 19.474 Einwohnern per 1. Juli 2022 aus.
| Jahr | 1947   | 1960   | 1970   | 1980   | 1991   | 2001   | 2010   | 2022    |
| Einwohner                                                                                                | 12.382 | 10.150 | 10.986 | 11.630 | 12.637 | 13.153 | 15.743 | k. Ang. |
| Bevölkerungsentwicklung des Departements seit 1947; Quelle: Ergebnisse der Volkszählungen in Argentinien |        |        |        |        |        |        |        |         |

## Städte und Gemeinden
Das Departamento Veinticinco de Mayo gliedert sich in die drei Gemeinden Ingeniero Jacobacci, Los Menucos und Maquinchao und in die Comisiones de Fomento Aguada de Guerra, Clemente Onelli, Colán Conhue, El Caín und Pilquiniyeu. Weitere Siedlungen im Departamento sind Barril Niyeo, Mina Santa Teresita und San Antonio del Cuy.